# Storknäbbskungsfiskare
Storknäbbskungsfiskare (Pelargopsis capensis) är en fågel i familjen kungsfiskare inom ordningen praktfåglar.

## Utseende och läte
Storknäbbskungsfiskaren är en mycket stor (35–41 cm) kungsfiskare med en massiv scharlakansröd näbb. Hos nominatformen är huvudet vanligen olivbrunt med mörkt grönblå ovansida och undersidan beigefärgad. Vingar och stjärt är blåare, med ännu ljusare blå övergump som syns väl i flykten. Fjäderdräkten varierar rätt mycket geografiskt, i både huvudfärg och färg på ovan- och undersida. Hos vissa underarter är ovansidan blåare eller grönare och den mörka hjässan kan saknas helt. Mest extrema är fåglar i Filippinerna (giganteus) som har lysande blågrön rygg och i stort sett vitt huvud och vit undersida.

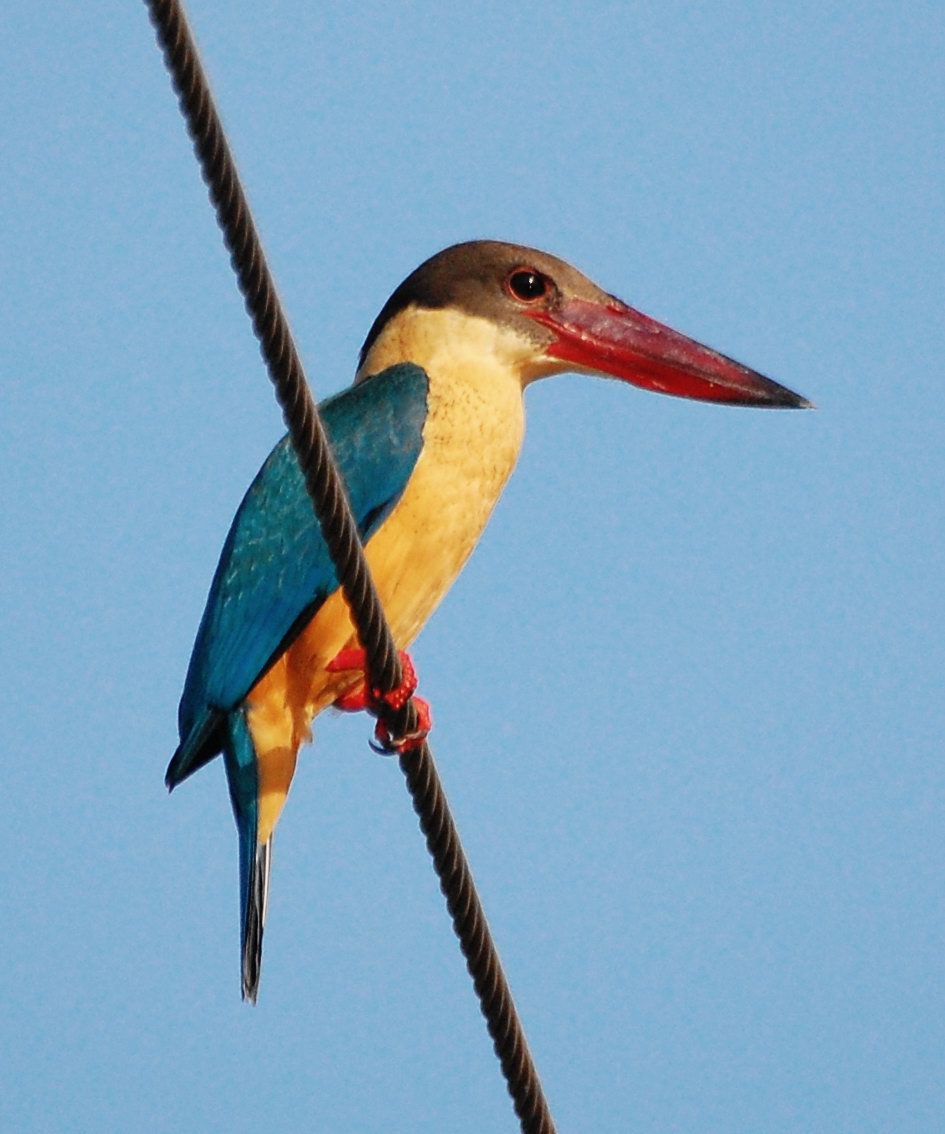

Under häckningstid är arten mycket ljudlig, med en vittljudande vissling som i engelsk litteratur återges "peu-peu-pow". Som kontaktläte hörs ett högljutt skrattande "ka-ka-ka" som upprepas sex till tio gånger.

## Utbredning och systematik
Storknäbbskungsfiskaren har ett stort utbredningsområde i södra och sydöstra Asien, från Indien österut till Filippinerna och söderut till Små Sundaöarna. Den delas in i hela 15 underarter med följande utbredning:
- Pelargopsis capensis capensis – Nepal till Indien, Sri Lanka och nordvästra Myanmar
- Pelargopsis capensis burmanica – Burma till Thailand, Indokina och söder till Kranäset
- Pelargopsis capensis intermedia – Nikobarerna
- Pelargopsis capensis osmastoni – Andamanerna
- Pelargopsis capensis malaccensis – södra Malackahalvön, Riauöarna och Linggaöarna
- Pelargopsis capensis cyanopteryx – Sumatra, Bangka och Belitung
- Pelargopsis capensis simalurensis – Simeulue (utanför nordvästra Sumatra)
- Pelargopsis capensis sodalis – Banyak Island (utanför nordvästra Sumatra)
- Pelargopsis capensis nesoeca – Nias och Batuöarna (västra Sumatra)
- Pelargopsis capensis isoptera – Mentawaiöarna (Pagai, Siberut och Sipura)
- Pelargopsis capensis inominata – Borneo
- Pelargopsis capensis floresiana – Små Sundaöarna (Bali, Lombok, Sumbawa och Floresöarna)
- Pelargopsis capensis javana – Java
- Pelargopsis capensis gouldi – Filippinerna (Balabac, Culion, Lubang, Mindoro, Palawan, Calauit)
- Pelargopsis capensis gigantea – centrala och södra Filippinerna

Underarterna nesoeca och isoptera inkluderas ofta i sodalis.

## Levnadssätt
Storknäbbskungsfiskaren vistas helst vid stora åar, floder och kanter av större vattensamlingar. Den kan ses djupt i gammal regnskog, sumpskog och mangroveträsk, men även i öppnare områden som kokosplantage och risfält. Födan består av olika sorters fisk, krabbor och andra kräftdjur. men kan även ta grodor, ödlor, gnagare, fågelungar och insekter. Den har ett monogamt häckningsbeteende och försvarar sitt revir aggressivt mot artfränder, men även mot fåglar så stora som vitbukig fiskörn och mindre adjutant. Boet grävs ut i en flodbank, en rutten trädstam eller en myrstack, antingen på marken eller upp till tio meter upp i ett träd.

## Status och hot
Arten har ett stort utbredningsområde och en stor population, men tros minska i antal, dock inte tillräckligt kraftigt för att den ska betraktas som hotad. Internationella naturvårdsunionen IUCN kategoriserar därför arten som livskraftig (LC).